# زونزي

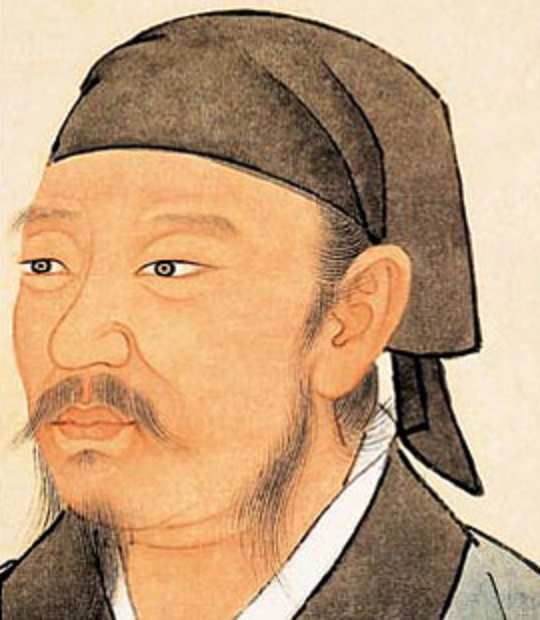

زونزي Xunzi ((340 - 245 ق. م. حكيم صيني معروف باعتقاداته أن طبيعة الإنسان شريرة أساسًا. وقد عد نفسه تابعًا لحكمة كونفوشيوس، لكن نظرته لطبيعة الإنسان تختلف مع نظرة الكونفوشيين.

## ولادته وعمله
وُلد زونزي في ولاية زهاو، (فيما يعرف الآن بمقاطعة شانسي). ولا يوجد أي شيء معروف عن بدايات حياته. كان أكثر الحكماء احترامًا بين عامي 278 و265 ق.م في ولاية كوي، التي كانت فيها جماعة من العلماء. وقد حصل زونزي على عدة وظائف حكومية في كوي وولايات عديدة أخرى.

## افكاره
من افكاره يرى زونزي أنَّ الميول الشريرة لدى الناس لا يمكن التحكم فيها إلا من خلال التربية والقيادة الخلقية. واعتقد أن الناس يمكن تعليمهم أداء أعمال طيبة وطاعة القوانين المعنوية. وأكد زونزي على أهمية العادات الثقافية ودورها في حفظ النظام الاجتماعي. وعرض زونزي أفكاره في كتابه زونزي. تصنيف:

## وصلات خارجية
- زونزي على موقع الموسوعة البريطانية (الإنجليزية)